# Personaggi di Robin Hood (serie televisiva 2006)

## Robin Hood
Robin di Locksley, generalmente conosciuto come Robin Hood (interpretato da Jonas Armstrong), è il protagonista della serie. Armstrong descrive Robin come "Un supereroe credibile... Come tutti i leader, è un egoista e spesso un pò arrogante. Non è un eroe tutto d'un pezzo... ha una vena di malvagità."
Robin è appena ritornato in Inghilterra come componente della Guardia del Re dopo cinque anni di guerre nella terza crociata durante i quali è stato onorato da re Riccardo e quasi ferito mortalmente. È Conte di Huntingdon e Signore del Maniero di Locksley e delle sue tenute. Nei primi episodi, diventa chiaro che i ricordi delle Crociate lo hanno colpito fortemente, rendendolo riluttante ad uccidere. Questa è data come ragione principale del perché risparmia Vasey, il nuovo sceriffo di Nottingham, o Sir Guy di Gisborne, sebbene sia chiaro che questo potrebbe salvare molte vite. Robin e Gisborne in adolescenza furono amici, ma per colpa della gelosia e dell'invidia provata da quest'ultimo nei confronti dell'arciere, i due diverranno acerrimi nemici per molto tempo. L'odio tra i due aumenta quando si riscoprono essere innamorati della stessa donna. Si nota anche che Robin era fidanzato con quest'ultima, ed era in procinto di sposarla, secondo un accordo che sembra essere stato cancellato con la sua partenza.
Quando torna Robin prova ancora sentimenti forti per lei ed è lieto che Marian non sia ancora sposata. Inizialmente la fanciulla non accetta il suo ritorno e rifiuta i suoi tentativi di riconquistarla. Si riavvicinano durante il corso della prima serie, spesso Robin fa visita a casa sua nell'ombra della notte. Resta distrutto quando Marian si fidanza con Gisborne per salvare se stessa e suo padre, fino a considerare la possibilità di lasciare Nottingham il giorno del suo matrimonio con Gisborne.
La parte oscura del personaggio di Robin si rivela quando si rende conto che era Gisborne mascherato l'uomo che ha fermato prima che uccidesse Re Riccardo durante la loro permanenza in Terra santa. Questo manda Robin in collera portandolo a cercare di uccidere Gisborne, compromettendo i suoi insegnamenti e il suo credo riguardo uccidere solo se necessario. Sebbene fermato dall'uccidere Gisborne da Much e Little John, Robin continua a cercare di provare la colpevolezza di Gisborne per tutto il resto della prima serie.
Quando Gisborne pugnala Marian, inconsapevole che sia lei travestita da Guardiano Notturno, lei sembra morire, nonostante i tentativi di Robin e Djaq di salvarla. Robin, profondamente distrutto, cede davanti al suo corpo e ammette di amarla. Marian sopravvive, la sua "morte" era solo simulata dalla bevanda a base di e cicuta, preparata dal medico Pitts. Ristabilitasi decide di proseguire nel suo intento di sposare Gisborne, e Robin, furioso e con il cuore spezzato, abbandona i suoi uomini. Crudelmente rifiuta i tentativi di Much di confortarlo (per la seconda volta nella serie insultandolo di essere troppo umile) e fa fagotto per andarsene da Nottingham. Si ferma sul suo cammino quando Much interrompere le nozze di Marian e raggiunge la cerimonia in tempo per vedere Marian lasciare Guy all'altare. Le dà un passaggio al castello dopo che Gisborne ha rivelato la sua vera natura. Nel momento stesso in cui gli spettatori sono portati a credere che nulla accadrà mai fra di loro (Marian scende da cavallo e i due si dirigono in direzioni opposte con la speranza di salvare il padre di lei) lui la chiama indietro e i due si baciano. Robin ritrova il suo spirito combattivo, salvando Sir Edward (padre di Marian) dall'essere ucciso dallo sceriffo e facendosi perdonare da Much, salvandolo prima che lo sceriffo gli tagli la gola.
Successivamente la relazione tra Robin e Marian si evolve e dopo la morte del padre di Marian, lei raggiunge Robin nella foresta. Robin è in qualche modo geloso della relazione fra lei e Gisborne, convinto che Marian provi qualcosa per lui. Comunque la fanciulla gli rimane fedele, e le si riempiono gli occhi di lacrime quando lui le dichiara il suo amore.
Nell'episodio 9 della 2° serie, Robin trova il coraggio di proporsi di nuovo a Marian, lei accetta, ma più tardi la ragazza si ritrova nuovamente al castello con Gisborne.
Nell'episodio finale della 2° stagione, Robin sposa Marian mentre sta morendo... assassinata da Gisborne, perché lei non voleva sposare lui ma Robin. Quando muore, quest'ultimo accompagna la sua defunta sposa alla tomba.

## Lady Marian
Lady Marian (interpretata da Lucy Griffiths) è la figlia del precedente Sceriffo di Nottingham, Marian ha 21 anni ed in contrasto con la maggior parte delle leggende su Robin Hood, non è descritta come la Damigella Marian, invece come Lady Marian. "In quei giorni sarebbe stata considerate un po' troppo matura per essere ancora una damigella, "ha spiegato l'attrice Lucy Griffiths nell'anteprima del Radio Times. "Era promessa sposa di Robin prima che lui andasse a combattere nelle crociate ed è visibilmente fredda e distante nei suoi confronti al suo ritorno, sebbene nel dodicesimo episodio ammetta di considerarlo un eroe anche quando lo chiama "pazzo". Inizialmente disapprovava lo status di fuorilegge di Robin perché crede che il modo migliore per combattere l'ingiustizia sia il lavoro all'interno del sistema. Comunque lo aiuta nel combattere lo sceriffo Vasey attraverso lo spionaggio, così da informarlo dei piani del crudele sceriffo. Marian combatte lo sceriffo anche per suo conto, travestendosi da Guardiano Notturno e dando ai suoi poveri cibo e sostentamento.
Marian è indubbiamente bella e ha grande influenza, essendo la figlia di Edward, il vecchio sceriffo. Per queste ragioni, Sir Guy di Gisborne (un lord che ha perso i suoi possedimenti), braccio destro di Vasey, si innamora ossessivamente di lei. Dall'inizio la ragazza resiste freddamente alle sue attenzioni e ai suoi regali, incapace di guardare oltre i suoi modi immorali e crudeli. Ma più il tempo passa, più il suo status e la sua bellezza non divengono le sole ragioni dei interesse per Gisborne - egli si trova a desiderare che il cuore puro di lei e la sua sensibilità possano porre fine alla sua malvagità e portarlo alla redenzione attraverso il matrimonio. Nell'episodio finale della prima stagione Marian è obbligata da Guy ad acconsentire alle nozze quando Re Riccardo ritorna in Inghilterra. Sebbene non lo ami, accetterà per proteggere se stessa e suo padre.
Nonostante il tempo e il cuore spezzato abbiamo smussato il suo lato gentile, il suo spirito valoroso e il senso di rispetto per la sua gente sono rimasti inviolati. Marian è forte e razionale, anche se spesso derisoria nei confronti dell'arroganza di Robin e i suoi modi di fare presuntuosi nei suoi confronti. Ma nonostante questo, il suo continuo amore per lui è evidente col progredire della serie, e i due condividono teneri momenti segreti insieme.
Quando sembra che re Riccardo stia per tornare in Inghilterra (in realtà è un impostore), Marian deve prestar fede alla sua promessa di sposare Sir Guy, il quale organizza subito le nozze. In un atto finale di lotta nei suoi confronti, Marian si traveste da Guardiano Notturno e tenta di rubare i suoi beni, ma lui la pugnala mentre lei tenta di scappare, inconsapevole che si tratti di Marian. Djaq si prende cura di lei e cerca di riportarla in vita a seguito di un arresto cardiaco. Poco dopo Marian cade in una morte apparente, e il penultimo episodio della serie termina con Robin accasciato vicino al suo corpo che le ripete il suo amore. Il loro sogno verrà infranto nell'ultimo episodio della 2° stagione, quando Marian verrà uccisa da Gisborne in un raptus di follia, perché la donna non vuole sposare lui ma Robin Hood.

## Little John
Little John (interpretato da Gordon Kennedy) nonostante sia un uomo dall'imponente taglia è dotato, oltre che di forza elevata, anche di un'agilità e di una rapidità di movimenti che gli danno grande vantaggio nel combattimento e nella fuga. Stando a fianco di Robin Hood che, a differenza di lui, è dotato di un carattere più impulsivo, John ha imparato ad essere anche molto prudente e saggio, facendosi venire dubbi circa la loro attività di fuorilegge e cercando di convincere l'amico a non esporsi a rischi e a situazioni pericolose. Little John è indispensabile per il successo di Robin grazie alla sua forza bruta e ai suoi buoni consigli. Nonostante la sua razionalità superiore a quella dell'amico, quando è necessario, John non esita ad agire in maniera impulsiva e spericolata.